# Lindsay Taylor
Lindsay Corine Taylor (Poway, 20 maggio 1981) è un'ex cestista e allenatrice di pallacanestro statunitense, professionista nella WNBA.

## Carriera
È stata selezionata dalle Houston Comets al secondo giro del Draft WNBA 2004 (26ª scelta assoluta).
Con gli Stati Uniti ha disputato i Giochi panamericani di Santo Domingo 2003.